# Conspiracy X
Conspiracy X är ett amerikanskt rollspel utgivet av Eden Studios, Inc. I spelet, som baseras på Unisystem, tar rollpersonerna rollen som hemliga agenter åt AEGIS - en hemlig organisation hängiven att finna och avslöja USA:s regerings inblandning med utomjordingar. Rollpersonerna är ofta förbittrade statliga agenter som även fortfarande kan vara anställda av verkliga organisationer som till exempel FBI eller ATF, eller en fiktiv organisation påhittad för spelet, till exempel Defense Tactical Information Center eller Project Rasputin.

## Kampanjmiljö
Spelet har en lång och invecklad metaplot som börjar 1949 och beskriver statens inblandning med tre olika utomjordiska raser (The Greys, The Atlanteans och The Saurians) samt knyter ihop övernaturliga och paranormala fenomen. Spelet kan även spelas med fokus på paranormala händelser som iakttagelser av spöken eller ESP.

## Versioner
Spelet har givits ut i tre versioner, alla med samma centrala handling. Första versionen förvärvades från New Millennium Entertainment och var Eden Studios första rollspel. Det använde ett regelsystem unikt för spelet. Första versionen trycktes i flera omgångar med den tredje tryckningen - "Third Printing — Revised" - 1997.
Den andra versionen publicerades 2002 och använde regelsystemet GURPS. Den senaste versionen publicerades 2006 och innehåller regelsystemet Unisystem. De ursprungliga reglerna anses som första upplagan medan Unisystem-versionen är andra upplagan.